# Рик Меърс
Рик Рейвън Меърс (на английски: Rick Ravon Mears) е бивш американски автомобилен състезател, един от тримата пилоти спечелили Индианаполис 500 четири пъти (1979, 1984, 1988, 1991) и настоящ рекордьор със спечелени най-много пол-позишъни в надпреварата – 6 (1979, 1982, 1986, 1988, 1989, 1991).
Меърс е трикратен национален шампион в КАРТ сериите (1979, 1981 и 1982).

## Биография
Меърс израства в Бейкърсфийлд, Калифорния, и още като младеж започва своята кариера в офроуд състезания. Той преминава в Инди кар шампионата в края на 1970 година, което прави дебюта си за малкия екип „Art Sugai“. Неговите пилотски качества и бързина привличат вниманието на един от собствениците на големите тимове – Роджър Пенске, който започва да се интересува от договор с Рей, въпреки че към този момент „Penske Racing“ има двама титулярни пилоти – Том Шийва и Марио Андрети. По същото време Андрети се състезава и във Формула 1, с екипа на Лотус и Пенске иска и друг, млад пилот, който да се фокусира изключително върху американските състезания.
През 1978 на Рей е предложено да пилотира за „Penske Racing“ в 9 от 18-те състезания на първенството, включително и в легендарното Инди 500.
Меърс се представя отлично в квалификацията, класирайки се на първа редица, на пистата Индианополис, но не успява да води в нито една обиколка, тъй като двигателят на неговия болид получава тежка повреда в 104-та обиколка.
Две седмици по-късно, в Милуоки, Рей печели първото си състезание. Добавя още една победа, месец по-късно, в Атланта, Джорджия. Завършва отлично първата си година в Инди кар, спечелвайки още едно състезание, това на пистата Брандс Хетч, Англия.
През 1979 г. шампионатът е променен от USAC в КАРТ (Championship Auto Racing Teams). На Индианаполис той печели първата си „Инди 500“, най-вече поради късмет и факта, че множеството от водещите пилоти отпадат заради механични проблеми.
С три спечелени победи, и много завършвания на подиума, Рей става за първи път Шампион на КАРТ сериите. Неговото най-слабо класиране през сезона е пето място.
През 1980 г. много добрите аеродинамични показатели на Чапарал (Chaparral), които са много по-напреднали технологично от другите шасита, което не дава никакъв шанс на Меърс за титла. Той завършена на четвърто място с една победа, спечелена в Мексико Сити.